# Einkommensverteilung in Belgien
Die Einkommensverteilung in Belgien betrachtet die Verteilung der Einkommen in Belgien. Bei der Analyse der Einkommensverteilung wird im Allgemeinen zwischen der funktionalen und der hier behandelten personellen Einkommensverteilung unterscheiden. Die personelle Einkommensverteilung betrachtet wie das Einkommen einer Volkswirtschaft auf einzelne Personen oder Gruppen (z. B. Privathaushalte) verteilt ist und zwar unabhängig davon, aus welchen Einkommensquellen es stammt.
Belgien ist eines der wenigen Länder, in denen die Ungleichheit in Bezug auf Einkommen in den letzten Jahren stabil geblieben bzw. leicht gesunken ist. Der Gini-Koeffizient des verfügbaren Äquivalenzeinkommens für Belgien betrug im Jahr 2017 26 % und lag somit unter dem EU27-Durchschnitt von 30,7 %. In diesem Jahr betrug das verfügbare Medianeinkommen 22.777 € und lag somit über dem EU27-Durchschnitt von 17.032 €. Das verfügbare durchschnittliche Einkommen betrug im Jahr 2017 24.408 €.

## Einkommensverteilung allgemein
Bei der Deutung statistischer Daten ist stets darauf zu achten, welche Begriffe verwendet werden. Der Begriff Einkommen kann sich beispielsweise auf das Markteinkommen beziehen, also das Einkommen aus Erwerbstätigkeit, Geschäftstätigkeit, Vermietung oder Kapital und zwar vor Steuern und Abgaben oder auf das verfügbare Einkommen. Dieses wird berechnet, indem direkte Steuern und Sozialabgaben vom Markteinkommen abgezogen werden und öffentliche (z. B. Sozialhilfe, Arbeitslosengeld) beziehungsweise private (z. B. Unterhalt) Transfers hinzugezählt werden. Bei den unten angeführten Berechnungen handelt es sich stets um das verfügbare Äquivalenzeinkommen. Die gezeigten Daten stammen von der OECD sowie Eurostat. Die personelle Einkommensverteilung kann mittels verschiedener Ungleichverteilungsmaße zusammengefasst und anschließend analysiert werden. Die am häufigsten verwendeten Indikatoren sind der Gini-Koeffizient und Quantilverhältnisse, eine Betrachtung der Median- und Durchschnittseinkommen stellt meist den Anfangspunkt der Analyse der Einkommensverteilung dar.

### Mittelwert und Median der verfügbaren Haushaltseinkommen
Reiht man die Einkommen verschiedener Personen aneinander, so ist das Medianeinkommen bzw. das mittlere Einkommen jenes Einkommen, das genau in der Mitte dieser Reihe liegt. Das Medianeinkommen ist im Vergleich zum Durchschnittseinkommen ein stabileres Maß zur Bestimmung von Einkommensungleichheit, da es robuster gegenüber statistischen Ausreißern ist. Das Durchschnittseinkommen beziehungsweise der Mittelwert des Einkommens gibt das arithmetische Mittel der Einkommen in Bezug auf die Anzahl der Einkommensbezieherinnen und Einkommensbezieher wieder. Eine große Differenz zwischen mittlerem und durchschnittlichem Einkommen weist auf eine stark ungleiche Verteilung der Einkommen hin.
Meist ist nicht nur das Einkommen der Bevölkerung zu einem bestimmten Zeitpunkt von Interesse, sondern die Entwicklung der Einkommen über die Zeit. Da Einkommenszuwächse bei Vorliegen von Inflation nicht zwingend Wohlstandszuwächse bedeuten, wird neben dem Nominaleinkommen daher auch das reale Einkommen berechnet.

#### Durchschnittseinkommen

Mittelwert und Median der Einkommen in Belgien 1996–2017; bereinigt mittels HVPI (2015 = 100)

Das Durchschnittseinkommen, also das durchschnittliche verfügbare Äquivalenzeinkommen, gibt das arithmetische Mittel der Einkommen in Bezug auf die Anzahl der Einkommensbezieherinnen und Einkommensbezieher wieder. Das Nettodurchschnittseinkommen in Belgien betrug 2017 24.408 €. Dieses Maß ist allerdings anfällig für statistische Ausreißer, d. h. hohe Einkommen verzerren das Durchschnittseinkommen nach oben.
Von 1996 bis 2017 stieg das inflationsbereinigte Durchschnittseinkommen um ca. 5 Prozentpunkte.

#### Medianeinkommen

Gini-Koeffizienten der Einkommen in Belgien in %, 1997–2017 – Schweden vs. EU27-Länder, Quelle: Eurostat, EU-SILC (IDD)

Reiht man die Einkommen verschiedener Personen aneinander, so ist das Medianeinkommen bzw. das mittlere Einkommen jenes Einkommen, das genau in der Mitte dieser Reihe liegt. Das Medianeinkommen ist im Vergleich zum Durchschnittseinkommen ein stabileres Maß zur Bestimmung von Einkommensungleichheit, da es robuster gegenüber statistischen Ausreißern ist.
Das Medianeinkommen betrug laut Eurostat-Berechnungen im Jahr 2017 22.777 €. Im Jahr 2016 lag das Medianeinkommen bei 22.293 € – dies ist ein Anstieg von 2,17 % in einem Jahr.
| Jahr | Mittelwert | Median | HVPI (2015 = 100) | Mittelwert (bereinigt) | Median (bereinigt) |
| ---- | ---------- | ------ | ----------------- | ---------------------- | ------------------ |
| 2017 | 24408      | 22777  | 104,03            | 23462                  | 21895              |
| 2016 | 24240      | 22293  | 101,77            | 23818                  | 21905              |
| 2015 | 23674      | 21690  | 100               | 23674                  | 21690              |
| 2014 | 23434      | 21698  | 99,38             | 23580                  | 21833              |
| 2013 | 23268      | 21501  | 98,9              | 23527                  | 21740              |
| 2012 | 21900      | 20280  | 97,68             | 22420                  | 20762              |
| 2011 | 21612      | 19950  | 95,18             | 22706                  | 20960              |
| 2010 | 21376      | 19458  | 92,09             | 23212                  | 21129              |
| 2009 | 21002      | 19309  | 89,99             | 23338                  | 21457              |
| 2008 | 19997      | 17993  | 90                | 22219                  | 19992              |
| 2007 | 19144      | 17566  | 86,13             | 22227                  | 20395              |
| 2006 | 19018      | 17216  | 84,6              | 22480                  | 20350              |
| 2005 | 18524      | 16567  | 82,67             | 22407                  | 20040              |
| 2004 | 16935      | 15667  | 80,63             | 21003                  | 19431              |
| 2003 | 17168      | 15533  | 79,16             | 21688                  | 19622              |
| 2001 | 17803      | 15492  | 76,78             | 23187                  | 20177              |
| 2000 | 17282      | 14768  | 74,96             | 23055                  | 19701              |
| 1999 | 16415      | 14200  | 73                | 22486                  | 19452              |
| 1998 | 15644      | 14013  | 72,18             | 21674                  | 19414              |
| 1997 | 15649      | 14086  | 71,54             | 21874                  | 19690              |
| 1996 | 15719      | 14111  | 70,48             | 22303                  | 20021              |

1. 1 2  
Um die Einkommen von der Inflation zu bereinigen, wird folgende Berechnung angewendet: Einkommen nominell / HVPI * 100

### Gini-Koeffizient
Der Gini-Koeffizient (oder Gini-Index) ist ein statistisches Maß zur Darstellung von Ungleichheit in einer Gesellschaft. Dieser Koeffizient kann zwischen 0 und 1 liegen (beziehungsweise zwischen 0 und 100, indem man den Gini-Koeffizienten mit 100 multipliziert). Ein Gini-Koeffizient in Bezug auf das Einkommen von 1 beschreibt, dass ein Individuum in der Volkswirtschaft über das gesamte Einkommen verfügt. Ein Wert von 0 zeigt hingegen totale Gleichheit der Einkommen. Bei einem Gini-Koeffizienten von 0 haben daher alle Personen einer Volkswirtschaft dasselbe Einkommen. Je näher der Wert daher an 0 ist, desto gleicher ist die Verteilung der Einkommen. Allgemein werden Staaten mit einem Gini-Index zwischen 20 % und 35 % als relativ einkommensgleich bezeichnet.
Die Entwicklung des Gini-Koeffizienten in Belgien über den Zeitverlauf von 1996 bis 2017 zeigt, dass die Einkommensungleichheit zurückgegangen ist. Betrug der Gini des verfügbaren Äquivalenzeinkommens im Jahr 1996 noch 29 %, fiel dieser Wert im Jahr 2017 auf 26 %.
Im Vergleich mit anderen EU-Mitgliedsstaaten zählt Belgien in Bezug auf den Gini-Koeffizienten zu den Ländern mit der geringsten Einkommensungleichheit. Der Gini-Koeffizient betrug im EU-Durchschnitt im Jahr 2017 30,7 %.

### S80/S20
Das Quintilsverhältnis S80/S20 (Einkommensquintilverhältnis) ist ebenfalls ein Maß zur Beschreibung der Ungleichverteilung der Einkommen. Es beschreibt wie oft das Haushaltseinkommen der ärmsten 20 % in das Haushaltseinkommen der reichsten 20 % passt. Je ungleicher dieser Wert von 1, desto ungleicher ist die gesellschaftliche Einkommensverteilung. Der Vergleich des obersten und des untersten Quintils stellt jedoch nur eine Bewertung der Ungleichheit auf den beiden äußeren Bereichen der Einkommensverteilung dar. Für eine detaillierte Untersuchung der Einkommensungleichheit sollten zusätzliche bzw. komplexere Verteilungsmaße (wie beispielsweise der oben angeführten Gini-Koeffizient) verwendet und verglichen werden.
Auch dieses Verteilungsmaß hat sich in Belgien in den letzten Jahren auf einem stabilen und niedrigen Niveau bewegt.

### Armutsgefährdungsquote
Es gibt unterschiedliche Indikatoren um Armut darzustellen. Unterschieden wird zum Beispiel zwischen materieller Deprivation und monetärer Armut. Als armutsgefährdet gelten laut EU Standards grundsätzlich Personen, die mit weniger als 60 % des mittleren Einkommens der Gesamtbevölkerung leben müssen. In Belgien galten im Jahr 2017 15,9 % der Bevölkerung als armutsgefährdet.
5,1 % der belgischen Bevölkerung sind von erheblicher materieller Deprivation betroffen. Diese Personen können sich verschiedene Ausgaben nicht leisten, die von dem Großteil der Menschen in Belgien für eine angemessene Lebensführung wünschenswert bzw. gar als notwendig angesehen werden. Dies umfasst zum Beispiel regelmäßige fleisch- bzw. eiweißhaltige Mahlzeiten, eine Waschmaschine, ein Telefon oder auch angemessene Beheizung der Wohnung. Laut dem belgischen Statistikamt sind vor allem arbeitslose Personen, Alleinerzieherinnen und Alleinerzieher sowie Personen mit niedrigen Bildungsabschlüssen am stärksten von Armut betroffen.

Anteil des oberen Dezils am nationalen Äquivalenzeinkommen in %, 1995–2017 – Belgien vs. EU27-Länder, Quelle: Eurostat, EU-SILC (ilc_di01)

| Jahr | Gini | Anteil der Top 10 % | S80/20 | Armutsgefährdungsquote |
| ---- | ---- | ------------------- | ------ | ---------------------- |
| 2017 | 26   | 20,7                | 3,8    | 15,9                   |
| 2016 | 26,3 | 20,7                | 3,8    | 15,5                   |
| 2015 | 26,2 | 20,8                | 3,8    | 14,9                   |
| 2014 | 25,9 | 20,4                | 3,8    | 15,5                   |
| 2013 | 25,9 | 20,7                | 3,8    | 15,1                   |
| 2012 | 26,5 | 21                  | 4      | 15,3                   |
| 2011 | 26,3 | 21,1                | 3,9    | 15,3                   |
| 2010 | 26,6 | 21,4                | 3,9    | 14,6                   |
| 2009 | 26,4 | 21,1                | 3,9    | 14,6                   |
| 2008 | 27,5 | 22,3                | 4,1    | 14,7                   |
| 2007 | 26,3 | 21,1                | 3,9    | 15,2                   |
| 2006 | 27,8 | 22,4                | 4,2    | 14,7                   |
| 2005 | 28   | 23,2                | 4      | 14,8                   |
| 2004 | 26,1 | 20,6                | 3,9    | 14,3                   |
| 2003 | 28,3 | 22,2                | 4,3    | 15,4                   |
| 2001 | 28   | 24                  | 4      | 13                     |
| 2000 | 30   | 25                  | 4,3    | 13                     |
| 1999 | 29   | 25                  | 4,2    | 13                     |
| 1998 | 27   | 22                  | 4      | 14                     |
| 1997 | 27   | 23                  | 4      | 14                     |
| 1996 | 28   | 23                  | 4,2    | 15                     |
| 1995 | 29   | 23                  | 4,5    | 16                     |

### Top 10 Prozent der Einkommen
Die obersten 10 % (auch hier handelt es sich um das verfügbare Äquivalenzeinkommen) der Einkommen bezogen, wie in der Abbildung ersichtlich, im Jahr 2017 20,7 % des gesamten Einkommens in Belgien. Der Anteil des obersten Dezils am gesamten nationalen Äquivalenzeinkommen ist im Zeitraum von 1995 bis 2017 gesunken. Einen Rückgang des Anteils der Einkommen gab es insbesondere nach 2000. Seit der Erhebung der Daten auf EU-Ebene 2005 ist der Anteil in Belgien immer unter dem EU-Durchschnitt geblieben und im Vergleich zum Durchschnitt der EU-Staaten weiter gefallen. Die beobachteten Werte sind in diversen anderen EU-Staaten deutlich höher und vielfach auch stark angestiegen.

## Gender

S80/S20 Einkommensquintilverhältnis in Belgien, 2004–2017; Quelle: Eurostat, EU-SILC (ilc_di11)

Belgien scheidet weltweit sehr gut auf dem 31. Platz des Global Gender Gap Index 2017 ab. In den Index werden länderspezifisch Gleichstellungsaspekte bzw. in den Bereichen Wirtschaft, Bildung, Politik und Gesundheit zusammengefasst. Er misst die relative Benachteiligung von Frauen in den jeweiligen Bereichen und insgesamt. Der erreichbare Höchstwert beträgt 0.995 – Belgien erreichte 2017 einen Wert von 0,739.

### S80/S20 Einkommensverteilung nach Geschlecht
Das Einkommensquintilverhältnis (S80/S20) ist das Verhältnis des Gesamteinkommens von den 20 % der Bevölkerung mit dem höchsten Einkommen (oberstes Quintil) zum Gesamteinkommen von den 20 % der Bevölkerung mit dem niedrigsten Einkommen (unterstes Quintil). Es gibt also an, wie oft man das Einkommen der untersten 20 % multiplizieren muss, um die Einkommen der oberen 20 % zu bekommen. Beträgt der Faktor = 1, ist der Anteil am Gesamteinkommen des unteren Quintils gleich dem Anteil des oberen Quintils. Um geschlechterspezifische Eigenheiten zu betrachten, wird das Einkommensquintilverhältnis nach Geschlecht betrachtet.
Das S80/S20 Quintlsverhältnis nach Geschlechtern zeigt keine eindeutigen Unterschiede zwischen Männern und Frauen.
Am Startpunkt 1996 lag das Einkommensquintilverhältnis der Frauen (Männer) in Belgien noch bei 4.5 (4,4) und unterlag bis zur Großen Rezession Schwankungen. Ab 2009 war das Verhältnis relativ konstant und niedriger als zuvor. Seither liegt das Einkommensquintilsverhältnis für Männer bei 3,9 und das für Frauen seit 2013 leicht darunter.

### Gender-Pay-Gap

Geschlechterspezifische Lohnunterschiede ohne Anpassung in Belgien und EU27, 2007–2017 nach NACE Sektoren B-S_X_O; Quelle: Eurostat, EU-SILC (earn_gr_gpgr2)

Auf EU-Ebene wird der Gender-Pay-Gap (geschlechterspezifischer Lohnunterschied) ohne Anpassung als die Differenz zwischen dem durchschnittlichen Bruttostundenlöhnen von Männern und Frauen in Prozent der durchschnittlichen Bruttostundenlöhne der männlichen Beschäftigten definiert. NACE bezeichnet die statistische Systematik der Wirtschaftszweige in der Europäischen Gemeinschaft. NACE ist aus der internationalen Standardklassifikation der Wirtschaftszweige der Vereinten Nationen (ISIC) abgeleitet, und zwar in dem Sinne, dass sie feiner untergliedert ist als diese. Die Positionen von ISIC und NACE stimmen auf den höchsten Ebenen exakt überein, während die NACE auf den tieferen Ebenen detaillierter ist. Der Code B-S_X_O steht für Industrie, Baugewerbe und Dienstleistungen (ohne Öffentliche Verwaltung, Verteidigung und Sozialversicherung).
Die Entwicklung des GPG in Belgien ist von 2007 bis 2010 konstant um 10 % – viel niedriger als der europäische Durchschnitt (um 17 %). Von 2010 bis 2014 fällt das belgische GPG stark auf unter 7 % und dann noch weiter auf 6 % 2017. Im Vergleich dazu hat sich der europäische GPG nur leicht auf ca. 16,5 % verringert.
Generell sind die Nachteile für Frauen somit geringere Stundenlöhne, weniger Anreize mehr Stunden zu arbeiten und geringere Beschäftigungsraten bzw. unterbrochene Arbeitsverhältnisse. Frauen übernehmen generell mehr unbezahlte Erziehungs- und Pflegeleistungen. Laut Eurostat (2014) lag das 'gender overall earnings gap' (Indikator aus Durchschnittsstundenlohn, monatlicher Arbeitszeit und der Beschäftigungsrate) bei 31,1 % und damit unter dem europäischen Durchschnitt von 39,6 %. Die früh eingeführten Frauenrechtspolitiken um 1900 (breiterer Bildungszugang und erweiterte Bürgerrechte) haben sicherlich zu dieser positiven Entwicklung beigetragen (Wahlrecht 1948). Heutzutage gilt Belgien diesbezüglich als eines der Vorzeigeländer. Seit 1994 ist in Belgien eine Geschlechterquote politisch implementiert (als erstes EU-Land und zweites Land weltweit). Belgien ist auch ein Land mit einem sehr hohen Frauenanteil im Parlament, diese werden in der Grafik allerdings nicht abgebildet da der abgebildete Eurostat Code B-S_X_O öffentliche Verwaltung nicht inkludiert.

## Regionale Unterschiede

### Verfügbare Haushaltseinkommen nach Regionen
Der Vergleich der verfügbaren Haushaltseinkommen nach Regionen in Belgien zeigt ein Einkommensgefälle von Norden nach Süden. Die wallonischen Regionen im Süden des Landes weisen ein geringeres Durchschnittseinkommen auf als die flämischen Regionen im Norden. Diese Unterschiede basieren auf der industriellen Geschichte des wallonischen Nordens, der in der Vergangenheit stark von der Kohle- und Stahlindustrie abhängig war. Nach dem Niedergang dieser Industrien in Belgien war die Arbeitslosigkeit im wallonischen Norden deutlich erhöht und die Region konnte sich trotz eines Solidarbeitrags bisher nicht gänzlich erholen. Diese Ungleichheit führt bis heute zu gesellschaftlichen und politischen Spannungen, dem sogenannten flämisch-wallonischen Konflikt.

Verfügbares Einkommen der privaten Haushalte in Belgien, 2016; Quelle: Eurostat, EU-SILC (tgs00026)

Die Regionalökonomie beschäftigt sich im Allgemeinen mit den wirtschaftlichen Zusammenhängen in Regionen und stellt somit das volkswirtschaftliche Gegenstück zur Außenwirtschaft dar. Ein Vergleich möglichst detaillierter regionaler Daten ist oftmals aussagekräftiger als der Vergleich gesamter Staaten und macht auch die Unterschiede bzw. Ähnlichkeiten innerhalb einzelner Staaten deutlich. Diese Daten spielen beispielsweise eine bedeutende Rolle für die Kohäsionspolitik der Europäischen Union. Im Mittelpunkt der Regionalstatistiken der Europäischen Kommission steht die NUTS-Klassifikation (die Klassifikation der Gebietseinheiten für die Statistik). Dabei handelt es sich um eine regionale Systematik der Mitgliedstaaten der EU, in der die Regionen in einer harmonisierten hierarchischen Struktur dargestellt werden. Im Rahmen der NUTS-Klassifikation wird jeder Mitgliedstaat in drei verschiedene Ebenen von Regionen unterteilt, und zwar in die NUTS-Ebenen 1) sozioökonomische Großregionen, 2) Basisregionen für regionalpolitische Maßnahmen und 3) kleine Regionen für spezifische Diagnosen. Regionale Ungleichheit kann zu Agglomerations-, Ausdünnungs- und Verdrängungseffekten führen und somit die Analyse verzerren, wenn regionale Charakteristika nicht mit einbezogen werden. Außerdem beeinflussen diese das gesellschaftliche Zusammenleben, öffentliche Investitionen und den Arbeitsmarkt, in Verbindung mit der Interaktion von regionaler Einkommensungleichheit mit Grund-, Haus- und Wohnungspreisen. Die regional unterschiedliche Entwicklung von Gemeinen, Bezirken und Regionen kann beispielsweise hinsichtlich Wachstum, Einkommen oder Produktivität analysiert werden. Im Belgischen Fall wird mit der Grafik des verfügbaren Einkommens (2016) gezeigt, dass es im Land das bereits oben erwähnte Nord-Süd-Gefälle gibt. Die Hauptstadt Brüssel wird gesondert betrachtet.

### Ungleichheit in Metropolregionen
Der Grad der Verstädterung beträgt weltweit über 50 %. Die Verstädterungswelle des 21. Jahrhunderts könnte sich für die Stadtbewohner selbst, die betreffenden Staaten und den Planeten insgesamt sehr positiv auswirken. Voraussetzung dafür ist jedoch, dass eine Reihe wichtiger Herausforderungen (Klima, erschwinglicher Wohnraum, Verkehrsplanung etc.) bewältigt wird.
Ein Vergleich der Disparitäten in den Metropolregionen Belgiens zeichnet ein ähnliches Bild wie der Vergleich nach Regionen. Lüttich, als einzige Metropolregion mit im wallonischen Teil, weist ein deutlich geringeres Durchschnittseinkommen auf als die flämischen Städte Antwerpen und Gent. Obwohl die Region Brüssel ebenfalls ein geringeres Durchschnittseinkommen besitzt als die restlichen flämischen Regionen, weist die Metropolregion Brüssel keine nennenswerten Unterschiede im Vergleich zu Antwerpen oder Gent auf. Bezüglich des Gini-Koeffizienten und der Armutsquote bestehen in den drei Städten mit entsprechenden verfügbaren Daten keine Unterschiede.
| Stadt     | Bevölkerungsanteil | verfügbares Haushaltseinkommen (2016 in USD) | GINI Koeffizient (2015) | Armutsquote (2015) |
| --------- | ------------------ | -------------------------------------------- | ----------------------- | ------------------ |
| Brüssel   | 23,3               | 28.647                                       | n.a                     | n.a                |
| Antwerpen | 9,7                | 28.389                                       | 0,3                     | 0,1                |
| Gent      | 5,3                | 29.363                                       | 0,3                     | 0,1                |
| Charleroi | 4,3                | n.a                                          | n.a                     | n.a                |
| Lüttich   | 6,6                | 24.802                                       | 0,3                     | 0,1                |

Laut einer Studie des deutschen Statistik-Online-Portals Statista liegt Belgien mit rund 97,9 % Urbanisierung (Anteil der Stadtbewohner an der Gesamtbevölkerung) weltweit auf Platz 7 und ist das urbanisierteste Land innerhalb der EU.

## Besonderheiten des belgischen Sozialstaats und Auswirkungen auf die Einkommensverteilung
Dass Belgien im Vergleich zu anderen EU-Staaten eine sinkende Einkommensungleichheit über den Zeitverlauf aufweist, ist vor allem auf den belgischen Sozial- und Wohlfahrtsstaat zurückzuführen. Wie in vielen anderen europäischen Staaten, wird in Belgien ein Teil des Einkommens für Sozialversicherungsleistungen und andere Sozialtransfers abgezogen. Diese Beiträge finanzieren in weiterer Folge das soziale Sicherungssystem, das Gesundheitsleistungen, Pensionszahlungen, Familienbeihilfen etc. bereitstellt.
Hohe Einkommen werden in Belgien stark besteuert: Für Jahreseinkommen aus unselbstständiger Arbeit, die über 38.080 € liegen, müssen 50 % Steuer gezahlt werden. Diese relativ hohen Einkommenssteuerbeiträge für hohe Einkommen tragen ebenfalls zur Einkommensumverteilung bei und sind ein weiterer Grund, warum die Einkommensungleichheit in Belgien geringer ist als in anderen EU-Mitgliedsstaaten. Belgien hat die dritthöchsten Steuersätze in der EU, nur Dänemark und Schweden besteuern Einkommen noch stärker.
Belgien verfügt außerdem über ein gut funktionierendes Modell der Sozialpartnerschaft, in dem der soziale Dialog zwischen den einzelnen Sozialpartnern intensiv in den institutionellen Rahmen eingebettet ist. Paul Krugman, ein bekannter Ökonom und Gewinner des Alfred-Nobel-Gedächtnispreises für Wirtschaftswissenschaften, schreibt in Bezug auf Belgien, dass sich die belgische Volkswirtschaft im Vergleich zu den Nachbarstaaten seit der Großen Rezession, welche im Jahr 2007 begann, besser entwickelte. Er führt dieses Ergebnis darauf zurück, dass Belgien lange Zeit keine Regierung hatte und dementsprechend keine Kürzungen in Bezug auf den Sozialstaat vorgenommen werden konnten (Austeritätsmaßnahmen).
Belgien verfügt über einen gesetzlich festgeschriebenen Mindestlohn. Dieser Mindestlohn lag 2008 bei 1.310 € pro Monat und im Jahr 2015 bei 1.502 € – das ist ein Anstieg von ca. 15 %.
Der Mindestlohn bietet gemeinsam mit der hohen Tarifbindung einen effektiven Schutz gegen Niedriglöhne und trägt somit ebenfalls zu einer relativ gleichen Verteilung der Einkommen bei.
Der königliche Erlass vom 18. November 2015 hat das Ziel; Anwendungen und Wirksamkeiten der Antidiskriminierungsvorschriften alle fünf Jahre zu bewerten. Es wurde eine Expertenkommission ins Leben gerufen, welche aus Vertretern der Justiz, der Rechtsberufe, der Gewerkschaften und der Arbeitgeberorganisationen besteht.